# 霍克斯山
83°55′S 56°5′W / 83.917°S 56.083°W
霍克斯山（英語：Mount Hawkes）是南極洲的山峰，位於伊利沙伯女皇地，屬於彭薩科拉山脈的一部分，海拔高度1,975米，在1956年1月13日由美國海軍發現和拍攝照片，現時由南極條約體系管理。